# Hilton Head Island
Hilton Head Island es un pueblo ubicado en el condado de Beaufort en el estado estadounidense de Carolina del Sur. El pueblo en el año 2000 tenía una población de 75.504 habitantes en una superficie de 143.9 km², con una densidad poblacional de 310.8 personas por km². 
En el Sea Pines Resort de Hilton Head se juega cada año el Heritage, un torneo de golf del PGA Tour. Anteriormente se jugó allí la Copa Family Circle, un torneo de tenis del WTA Tour.

## Geografía
Hilton Head Island se encuentra ubicado en las coordenadas 32°10′44″N 80°44′35″O / 32.17889, -80.74306. Según la Oficina del Censo, el pueblo tiene un área total de 94,9 km² (36,6 mi²), de la cual 88 km² (34,0 mi²) es tierra y 35 km² (13,5 mi²) (24.28%) es agua.

### Localidades adyacentes
El siguiente diagrama muestra a las localidades en un radio de 24 kilómetros (14,9 mi) de Hilton Head Island.

## Demografía
En el 2000 la renta per cápita promedia del hogar era de $60.438, y el ingreso promedio para una familia era de $71.211. El ingreso per cápita para la localidad era de $36.621. En 2000 los hombres tenían un ingreso per cápita de $37.262 contra $30.271 para las mujeres. Alrededor del 7.30% de la población estaba bajo el umbral de pobreza nacional. 

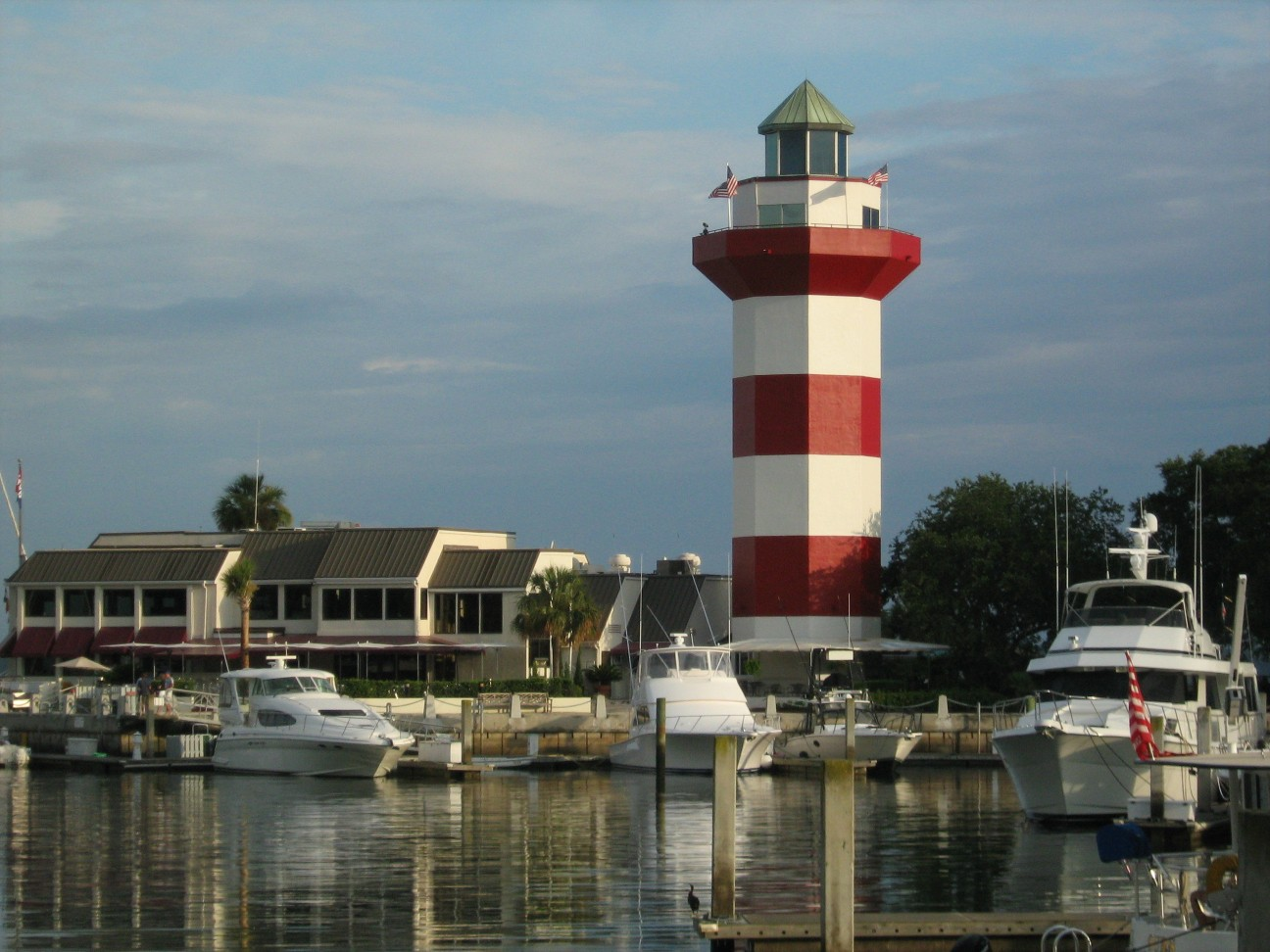
Puerto de Hilton Head Island.